# Adriyanti Firdasari
Adriyanti Firdasari (Giacarta, 16 dicembre 1986) è una giocatrice di badminton indonesiana.
Ha partecipato ai Giochi di Londra 2012, gareggiando nell'individuale, raggiungendo il nono posto.